# E-B対応とE-H対応
E-B 対応とE-H 対応は、主に物理教育に関して使われる語で、磁場を定義する際に、電場と磁場、源場と力場の対応付けに関して生じる２つの流儀の区別のこと。

## 概要
電場と磁場にはそれぞれ源場と力場という捉え方があり、慣用的に電気源場をＥ、同力場をＤ、磁気源場をＨ、同力場をＢで表す。
E-B 対応は、磁場 {\displaystyle {\boldsymbol {H}}} は電流によって生じ、電流素片 {\displaystyle I\mathrm {d} {\boldsymbol {l}}} は磁束密度 {\displaystyle {\boldsymbol {B}}} から力を受ける、すなわち
{\displaystyle \mathrm {d} {\boldsymbol {F}}=I\mathrm {d} {\boldsymbol {l}}\times {\boldsymbol {B}}\ ,\quad {\boldsymbol {H}}={\frac {I}{2\pi r}}{\boldsymbol {e}}_{\phi }} とする。
E-H 対応は、磁場にもその源になる磁荷が存在し、磁荷が磁束密度 {\displaystyle {\boldsymbol {B}}} を作り、磁荷は磁場 {\displaystyle {\boldsymbol {H}}} から力を受けるとし、
{\displaystyle {\boldsymbol {F}}=g{\boldsymbol {H}}\ ,\quad {\boldsymbol {B}}={\frac {g}{4\pi r^{2}}}{\boldsymbol {e}}_{r}} という磁荷に関するクーロン則に出発点とする。 以降の理論展開は電場と全く同じになる。これは、電流の磁場作用が発見される前から、「磁石」という磁場を発する物体が存在したために自然に現れた概念である。
言い換えると、「電流に力を及ぼす場を磁束密度B、電流が作り出す場を磁場H」との解釈を E-B 対応、「磁荷 {\displaystyle g} に力を及ぼす場を磁場H、磁荷が生み出す場を磁束密度B」を E-H 対応 と呼んでいる。
つまり、電気的力場が E であるのに対し、磁気的力場を B とする定義がE-B対応であり、磁気的力場をHとする定義がE-H対応である。
どちらの場合も、{\displaystyle {\boldsymbol {H}}} と {\displaystyle {\boldsymbol {B}}} はそれぞれ独立に定義され、構成方程式によって対応付けられる。
現代の電磁気学では、単極磁荷は実在しない。磁石が発する磁場の正体は磁石内部の電子のスピンすなわち磁気双極子であり、古典的には環状の電流と見なされる。現代の電磁気学教育においては、 E-B 対応の記述が主流である。

## E-B対応とE-H対応の使い分け
全ての磁場が電流起源であるとされる現在で、なぜE-H 対応の電磁気学が生き残っているのか。まず、E-H 対応は間違いかどうかを吟味しよう。現実の世界では、磁荷に相当する存在は磁電子のスピンから生じる（古典的に考えると）ループ電流である。このループ電流が周囲に張る磁場と、正負の磁荷が無限小の距離接近したと考える磁気双極子が作る磁場は全く区別が付かない。従って全ての問題においてE-B対応とE-H対応の電磁気学は同じ答を与えるため、両者は等価なものである。従って少なくとも磁気単極子不在のみを根拠に「E-H対応は誤り」とする説示は誤りである（これについては後述）。
E-H対応の電磁気学は、対称性の良さが特徴である。電磁気学の基本方程式であるMaxwellの方程式のうち電場、磁場の回転に関する2式は
{\displaystyle {\begin{aligned}\operatorname {rot} {\boldsymbol {E}}&=-{\frac {\partial {\boldsymbol {B}}}{\partial t}}\\\operatorname {rot} {\boldsymbol {H}}&={\boldsymbol {j}}+{\frac {\partial {\boldsymbol {D}}}{\partial t}}\end{aligned}}}
と、EとHに対して対称である。上述のように、電流に対応する磁流はないものとする（磁流の単位はV）。
従って、静電場の理論を『電荷の存在→電場→静電ポテンシャル→電気双極子→誘電体』と展開するのと全く同じ方法論で静磁場の理論を『磁荷の存在（の仮定）→磁場→静磁ポテンシャル→磁気双極子→磁性体』と進めることができる。また、ここで登場した静磁ポテンシャルはスカラ量で、電流の存在しない、磁石と磁性体のみの系ならば磁場はスカラポテンシャルの勾配で表されることが示される。任意の系において磁荷の分布から磁場を知りたいような問題はこの考え方の方が「電流→ベクトルポテンシャル」より遙かに楽で実用的であり、磁性物性、磁気学の分野ではもっぱらE-H対応が主流である。
また、Maxwellの方程式から直接導かれる電磁波も、EとHが直接対応する量となり、例えばMKSA単位系の電場ベクトル{\displaystyle {\stackrel {SI}{\sim }}}V/mと磁場ベクトル{\displaystyle {\stackrel {SI}{\sim }}}A/mの外積は電磁波がエネルギーを運ぶ方向を向き、大きさが単位断面あたりのパワーを表すベクトル、すなわちポインティング・ベクトルとなり、次元もちょうどdim(W/m2)である。従って、E-H対応を明示的に謳っているわけではないが、電磁波物理やマイクロ波工学の教科書ではEとHを対応する二つの物理量として扱うのが普通である。

## E-H対応は間違いか？
一方で、「E-H対応は間違いであるから使うべきではない」、と強硬に主張する意見も見られる。その代表格が、日本では恐らく元日大教授の細野敏夫であろう。細野の主張は著書『メタ電磁気学』（森北出版）に余すことなく述べられている。しかし、細野が電子通信学会に投稿した同じ趣旨の論文が査読者に認められなかったこと（同書あとがき）、外国においても同種の論争があり、著者と同様の主張が認められている訳ではないと著者自ら述べている（同書p211）。
細野の主張で説得力を持つのは「E-H対応はLorentz共変でないから、物理的基本法則でない」という点である。これは、光速に近い速度を持つ磁石を考える系ではE-H対応の電磁気学は成り立たないということであるが、細野の主張ではE-H対応は自動的に単極磁荷と「磁流」がMaxwell方程式に含まれることになっている。これらが、E-H対応がLorentz共変にならない理由である。これへの反論として、E-H対応の磁気的基本量が磁気双極子（SとNは分割不能）であると仮定することで、単極磁荷と「磁流」を排し、こうすることでE-H形式のMaxwell方程式はE-B形式と同じになるので、Lorentz共変になる。

## E-B対応とE-H対応で表れる違い
"E-B 対応"と"E-H 対応"では「磁石の最小単位」の定義に違いが生じる。この世の磁石の最小単位は言うまでもなく一つの原子（の中の電子のスピン）であるが、これを{\displaystyle +g}と{\displaystyle -g}の磁荷によって作られる磁気双極子とするのがE-H対応、微小なループ電流とするのがE-B対応である。
ここで、{\displaystyle A\ {\stackrel {SI}{\sim }}\ B}は A と B の比がSIにおいて無次元になることを表す。

### 磁石の最小単位
- E-B対応 : 磁気モーメント　{\displaystyle {\boldsymbol {m}}=I\times \Delta S{\hat {\boldsymbol {n}}}\ {\stackrel {SI}{\sim }}} A·m2
- E-H対応 : 磁気双極子モーメント　{\displaystyle {\boldsymbol {p}}_{\mathrm {m} }=g\times \Delta {\boldsymbol {l}}\ {\stackrel {SI}{\sim }}} Wb·m

通常、E-B対応による磁石の最小単位を「磁気モーメント」、E-H対応による磁石の最小単位を「磁気双極子モーメント」と呼ぶ。ある原子の発する磁場はどちらのモデルで表現しても同じ空間分布、同じ大きさを持つ。ただし、E-H対応で定義されるのは空間の{\displaystyle {\boldsymbol {H}}}で、E-B対応で定義されるのは空間の{\displaystyle {\boldsymbol {B}}}の分布である。
古典電磁気学においては、磁性体は多数の磁気双極子（E-H対応）または微少電流ループ（E-B対応）の集合として近似する。磁性体が外部から磁場を受けると、「磁気分極」または「磁化」が生じる。磁化の定義は「単位体積当たり正味の磁気モーメントの密度（E-B対応）」、「単位体積当たり正味の磁気双極子モーメントの密度（E-H対応）」となるが、E-H対応の場合はもっと直接的に「単位断面を通って移動した磁荷の量」と言うこともできる。

### 磁化または磁気分極
- E-B対応 : {\displaystyle {\boldsymbol {M}}=n{\boldsymbol {m}}\ {\stackrel {SI}{\sim }}} A/m
- E-H対応 : {\displaystyle {\boldsymbol {P}}_{\mathrm {m} }=n{\boldsymbol {p}}_{\mathrm {m} }\ {\stackrel {SI}{\sim }}} Wb/m2

### 磁気に関する媒質の構成方程式
- E-B対応 : {\displaystyle {\boldsymbol {H}}=\mu _{0}^{-1}{\boldsymbol {B}}-{\boldsymbol {M}}}
- E-H対応 : {\displaystyle {\boldsymbol {B}}=\mu _{0}{\boldsymbol {H}}+{\boldsymbol {P}}_{\mathrm {m} }}

E-B対応では、{\displaystyle {\boldsymbol {M}}=\chi _{\mathrm {m} }{\boldsymbol {H}}}が成り立つとき、比例係数 {\displaystyle \chi _{\mathrm {m} }} を「磁化率」と定義する。構成方程式は{\displaystyle \mu _{0}(1+\chi _{\mathrm {m} }){\boldsymbol {H}}={\boldsymbol {B}}}となり、この{\displaystyle \mu _{0}(1+\chi _{\mathrm {m} })}を「透磁率」と呼ぶ。
E-H対応では、{\displaystyle {\boldsymbol {P}}_{\mathrm {m} }=\chi _{\mathrm {m} }{\boldsymbol {H}}}が成り立つとき、比例係数 {\displaystyle \chi _{\mathrm {m} }} を「磁化率」と定義する。構成方程式は{\displaystyle {\boldsymbol {B}}=(\chi _{\mathrm {m} }+\mu _{0}){\boldsymbol {H}}}となり、この{\displaystyle (\mu _{0}+\chi _{\mathrm {m} })}を「透磁率」と呼ぶ。

### 磁化と磁化率の関係
- E-B対応 : {\displaystyle {\boldsymbol {M}}=\chi _{\mathrm {m} }{\boldsymbol {H}}}
- E-H対応 : {\displaystyle {\boldsymbol {P}}_{\mathrm {m} }=\chi _{\mathrm {m} }{\boldsymbol {H}}}

### 磁化率の次元
- E-B対応 : {\displaystyle \chi _{\mathrm {m} }\ {\stackrel {SI}{\sim }}} 1
- E-H対応 : {\displaystyle \chi _{\mathrm {m} }\ {\stackrel {SI}{\sim }}} H/m

### 物質の透磁率
- E-B対応 : {\displaystyle \mu =\mu _{0}(1+\chi _{\mathrm {m} })\ {\stackrel {SI}{\sim }}} H/m
- E-H対応 : {\displaystyle \mu =\mu _{0}+\chi _{\mathrm {m} }\ {\stackrel {SI}{\sim }}} H/m

### 磁化の空間分布と巨視的変化
E-B対応では、磁化に空間的分布があるとき、そこに巨視的電流密度{\displaystyle {\boldsymbol {j}}_{\mathrm {m} }}が現れる。一方のE-H対応では磁化に空間分布があるとき、そこに巨視的磁荷密度{\displaystyle \rho _{\mathrm {m} }}が現れる。
- E-B対応 : {\displaystyle {\boldsymbol {j}}_{\mathrm {m} }=\operatorname {rot} {\boldsymbol {M}}\ {\stackrel {SI}{\sim }}} A/m2
- E-H対応 : {\displaystyle \rho _{\mathrm {m} }=-\operatorname {div} {\boldsymbol {P}}_{\mathrm {m} }\ {\stackrel {SI}{\sim }}} Wb/m3

そして、この電流または磁荷が磁性体に反磁界を生じさせる。
ここで述べた「磁化」、「磁化率」の定義と次元は一例に過ぎない。E-H対応の電磁気学でも
{\displaystyle {\boldsymbol {P}}_{\mathrm {m} }=\mu _{0}\chi _{\mathrm {m} }{\boldsymbol {H}}}
と定義し、{\displaystyle \chi _{\mathrm {m} }}を無次元量とする教科書は多い。一方でE-B対応でありながら磁化を
{\displaystyle {\boldsymbol {M}}=\mu _{0}n{\boldsymbol {m}}}
としてE-H対応と同じ次元にする教科書もある。「磁化」、「磁化率」の次元については、ISOで{\displaystyle {\boldsymbol {M}}\ {\stackrel {SI}{\sim }}} A/m、{\displaystyle \chi _{\mathrm {m} }\ {\stackrel {SI}{\sim }}} 1（無次元）と定められているが、実際に電磁気学の教科書を見てみるとその基準に従わないものが多数ある。MKSA単位系では全く曖昧さを持たない電流や電荷の次元と異なり、単位系を定めても定義、次元に曖昧さの残る磁化や磁化率には特に注意を払う必要がある。